# Сталинград (филм, 1943)
„Сталинград“ е съветски черно-бял документален филм, заснет през 1943 г. на режисьора Леонид Варламов. Създадена е в разгара на Втората световна война и изобразява Битката за Сталинград. Варламов започва снимките на филма през 1942 г., прилагайки същите методи, които използва предишната година, за да запише битката за Москва в наградения документален филм „Разгромът на германската армия под Москва“. Няколко екипа кинематографисти са изпратени на фронта и имат за задача всеки ден да записват нови детайли. Така малко след края на битката в началото на 1943 г. Варламов получава материал, с който може да покаже битката от самото начало до края, включително сцени от капитулацията на германския фелдмаршал Фридрих Паулус. Сталинград се отличава от подобни филми със своята необичайна автентичност, т.е. сцени от улични битки, които понякога записват бойни действия на няколко десетки метра от германските позиции. След като е завършен, Йосиф Сталин лично изпраща копие на британския премиер Уинстън Чърчил, след което получава писмена благодарност в отговор. По-късно Сталинград често се използва като материал за документални филми и телевизионни сериали за Втората световна война.